# Rietfontein
Rietfontein (fontaine au roseau en afrikaans) est un quartier résidentiel situé au nord-est du centre-ville de Pretoria en Afrique du Sud, entre les quartiers de Waverley à l'est et de Wonderboom South et de Gezina à l'ouest.
Localisé à 5 km au nord-est de church square, Rietfontein est l'un des plus anciens faubourgs de Pretoria. Il est délimité dans sa partie nord par la réserve naturelle de Wonderboom (Wonderboom Nature Reserve) située sur une petite colline (kopje). Ses axes principaux sont Fraser road, Louis Trichardt street, Hertzog street, Beyers street, Ben Swart street, Frederica street, Nico Smith street et les portions d'artères numérotées situées entre la 13e et la 30e avenue (axe nord-sud).

## Démographie
Rietfontein est un quartier de la classe moyenne afrikaner. Selon le recensement de 2011, Rietfontein comprend plus de 10 804 résidents, principalement issu de la communauté blanche (82,47 %).
Les noirs représentent 13,42 % des habitants tandis que les Coloureds et les indiens représentent un peu plus de 3 % des résidents.
Les habitants sont à 78,56 % de langue maternelle afrikaans, à 10,98 % de langue maternelle anglaise, à 1,47 % de langue maternelle Sepedi et à 1,38 % de langue maternelle Setswana.

## Historique
Le faubourg de Rietfontein fut fondé en 1903.

## Politique
Le quartier de Rietfontein est partagée entre plusieurs circonscriptions dominées politiquement par l'Alliance démocratique (DA). Lors des élections générales sud-africaines de 2014, la DA a remporté de 73 % à 78 % des suffrages dans les 4 circonscriptions électorales situées intégralement ou très partiellement dans Rietfontein devançant le front de la liberté (6,51 à 12,85 %) et le congrès national africain (7,12 % à 13,68% des voix).

## Établissements scolaire
- École primaire de Rietfontein nord
- École primaire Eben Swemmer
- Magalies School